# Ultra Large Container Ship

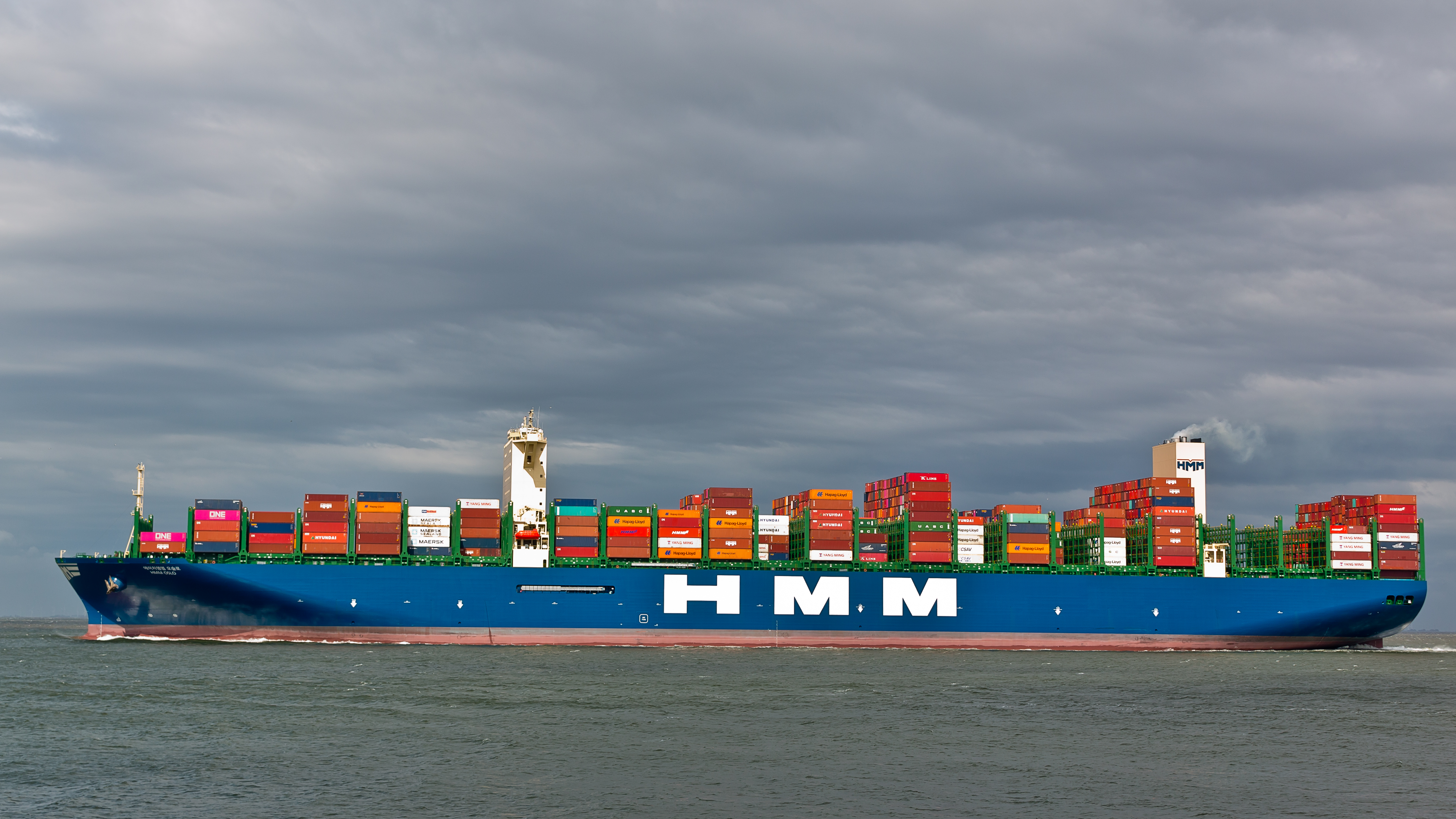
Die HMM Oslo, ein vom Aufbau her typisches ULCS

Unter der Größenbezeichnung Ultra Large Container Ship (ULCS) oder Ultra Large Container Vessel (ULCV) (deutsch: Ultragroßes Containerschiff), auch Megaboxer versteht man die Gruppe der größten zurzeit eingesetzten Containerschiffe.

## Einzelheiten
Die Größenangabe Ultra Large Container Ship bezeichnet Containerschiffe die, je nach Definition, Standardcontainer im Umfang von zwischen deutlich mehr als 10.500 und 12.000 (TEU) transportieren können. Der erste Schiffstyp dieser Größe war die ab 2006 gebaute „E“-Klasse der dänischen Odense Staalskibsværft. Bei allen ULCS-Entwürfen, die nach der Mærsk-„E“-Klasse gebaut wurden, ist die Maschinenanlage achtern und das Deckshaus weit vorne angeordnet, was einen verbesserten Sichtstrahl und somit höhere vordere Decksbeladung ermöglicht. Unterhalb des Aufbaus sind unter anderem die Bunkertanks angeordnet, um die geltenden MARPOL-Vorschriften zu erfüllen. Außer der Mærsk-„E“-Klasse wurden alle weiteren Typen auf Werften in Asien – vor allem auf den südkoreanischen Werften Daewoo, Hyundai und Samsung – gebaut. Weitere Typen entstanden auf chinesischen, japanischen und philippinischen Werften.
Zur Jahreswende 2008/2009 waren weltweit bereits 53 Schiffe dieser Größe in Bau oder fertiggestellt, weitere 154 waren in Planung oder bestellt.

## Schiffstypen bzw. -klassen
| ULCS-Schiffstypen und -klassen | ULCS-Schiffstypen und -klassen                                                          | ULCS-Schiffstypen und -klassen | ULCS-Schiffstypen und -klassen | ULCS-Schiffstypen und -klassen | ULCS-Schiffstypen und -klassen | ULCS-Schiffstypen und -klassen | ULCS-Schiffstypen und -klassen |
| Bezeichnung | Bauwerft                                                                                | Bauzeit                        | Anzahl*                        | Länge                          | Breite                         | Tragfähigkeit**                | nominale Containerkapazität*** |
| --- | --------------------------------------------------------------------------------------- | ------------------------------ | ------------------------------ | ------------------------------ | ------------------------------ | ------------------------------ | ------------------------------ |
| Emma-Mærsk-Klasse | Odense Staalskibsværft                                                                  | 2006–2008                      | 8                              | 397,71 m                       | 56,20 m                        | 156.907 tdw                    | 14.770 TEU                     |
| MSC-Daniela-Typ | Samsung Heavy Industries                                                                | 2008–2010                      | 8                              | 365,50 m                       | 52,20 m                        | 157.000 tdw                    | 13.800 TEU                     |
| CMA-CGM-Christophe-Colomb-Klasse | Daewoo Shipbuilding & Marine Engineering                                                | 2009–2011                      | 6                              | 365,50 m                       | 52,20 m                        | 157.092 tdw                    | 13.344 TEU                     |
| MSC-Danit-Typ | Daewoo Shipbuilding & Marine Engineering                                                | 2009–2012                      | 23                             | 365,50 m                       | 52,20 m                        | 157.000 tdw                    | 14.000 TEU                     |
| Hyundai 13.000-TEU-Standardtyp | Hyundai Heavy Industries                                                                | seit 2010                      | 50                             | 366,50 m                       | 48,20 m                        | 142.000 tdw                    | 13.100 TEU                     |
| Hyundai 15.000-TEU-Standardtyp | Hyundai Heavy Industries                                                                | seit 2018                      | 36                             | 366,0 m                        | 51,0 m                         | 160.000 tdw                    | 15.000 TEU                     |
| MSC-Fabiola-Typ | Samsung Heavy Industries                                                                | 2010–2011                      | 6                              | 366,08 m                       | 48,20 m                        | 146.000 tdw                    | 12.600 TEU                     |
| MSC-Beryl-Typ | STX Offshore & Shipbuilding Company                                                     | 2010–2012                      | 7                              | 365,80 m                       | 48,40 m                        | 139.400 tdw                    | 12.400 TEU                     |
| COSCO-Belgium-Typ | Nantong COSCO KHI Ship Engineering Company                                              | 2011–2014                      | 8                              | 365,90 m                       | 52,20 m                        | 156.605 tdw                    | 13.386 TEU                     |
| CSCL-Star-Typ | Samsung Heavy Industries                                                                | 2010–2012                      | 8                              | 366,07 m                       | 51,20 m                        | 155.470 tdw                    | 13.300 TEU                     |
| APL-Temasek-Typ | Hyundai Heavy Industries                                                                | 2011–2014                      | 10                             | 368,50 m                       | 51,00 m                        | 150.936 tdw                    | 14.000 TEU                     |
| UASC A13-Klasse | Samsung Heavy Industries                                                                | 2011–2012                      | 9                              | 365,93 m                       | 51,20 m                        | 145.327 tdw                    | 13.470 TEU                     |
| CMA-CGM-Marco-Polo-Typ | Daewoo Shipbuilding & Marine Engineering                                                | 2012–2013                      | 3                              | 396,0 m                        | 53,6 m                         | 187.625 tdw                    | 16.020 TEU                     |
| OOCL M-Klasse | Samsung Heavy Industries                                                                | 2012–2014                      | 10                             | 366,47 m                       | 48,20 m                        | 144.342 tdw                    | 13.200 TEU                     |
| Triple-E-Klasse | Daewoo Shipbuilding & Marine Engineering                                                | 2012–2018                      | 31                             | 399,00 m                       | 59,00 m                        | 194.153 tdw                    | 18.270 TEU                     |
| Thalassa-Hellas-Serie | Hyundai Heavy Industries                                                                | 2013–2014                      | 10                             | 368,45 m                       | 51,00 m                        | 152.344 tdw                    | 13.806 TEU                     |
| Hyundai-Dream-Typ | Hyundai Heavy Industries                                                                | 2013–2014                      | 5                              | 365,50 m                       | 48,40 m                        | 146.046 tdw                    | 13.154 TEU                     |
| MSC-London-Typ | STX Offshore & Shipbuilding                                                             | 2014–2015                      | 6                              | 399,00 m                       | 54,00 m                        | 186.650 tdw                    | 16.652 TEU                     |
| CSCL-Globe-Typ | Hyundai Heavy Industries                                                                | 2014–2015                      | 5                              | 399,67 m                       | 58,60 m                        | 184.320 tdw                    | 19.000 TEU                     |
| UASC A15-Klasse | Hyundai Heavy Industries                                                                | 2014–2017                      | 11                             | 368,52 m                       | 51,00 m                        | 134.300 tdw                    | 15.000 TEU                     |
| UASC A18-Klasse | Hyundai Heavy Industries                                                                | 2014–2016                      | 6                              | 400,0 m                        | 58,6 m                         | 199.744 tdw                    | 18.800 TEU                     |
| Olympic-Serie | Daewoo Shipbuilding & Marine Engineering                                                | 2014–2015                      | 6                              | 394,5 m                        | 59,0 m                         | 199.273 tdw                    | 19.224 TEU                     |
| 14.000-TEU-Saver-Design | Hyundai Heavy Industries                                                                | 2014–2017                      | 15                             | ca. 368,0 m                    | ca. 51,0 m                     | 137.825 tdw                    | 14.080 TEU                     |
| Imabari 14.000-TEU-Typ | Imabari Shipbuilding                                                                    | 2014–2015                      | 5                              | 365,94 m                       | 51,20 m                        | 147.443 tdw                    | 13.870 TEU                     |
| CMA-CGM-Kerguelen-Typ | Samsung Heavy Industries                                                                | 2014–2015                      | 6                              | 398,00 m                       | 54,00 m                        | 186.745 tdw                    | 17.722 TEU                     |
| Pegasus-Klasse | Daewoo Shipbuilding & Marine Engineering Samsung Heavy Industries                       | 2015–2017                      | 12                             | 398,50 m                       | 59,07 m                        | 200.148 tdw                    | 19.437 TEU                     |
| Triton-Typ | Samsung Heavy Industries                                                                | 2015–2016                      | 5                              | 369,00 m                       | 51,03 m                        | 131.600 tdw                    | 14.424 TEU                     |
| NYK-Bird-Klasse | Japan Marine United                                                                     | 2015–2019                      | 15                             | 364,15 m                       | 51,00 m                        | 139.335 tdw                    | 14.026 TEU                     |
| Cosco-Shipping-Himalayas-Serie | Shanghai Jiangnan Changxing Shipbuilding Company                                        | 2015–2018                      | 5                              | 366,00 m                       | 51,27 m                        | 153.300 tdw                    | 14.568 TEU                     |
| MOL 20.000-TEU-Typ | Samsung Heavy Industries Imabari Shipbuilding                                           | 2016–2018                      | 6                              | 400 m                          | 58,80 m                        | 196.878 tdw                    | 20.150 TEU                     |
| OOCL G-Klasse | Samsung Heavy Industries                                                                | 2015–2018                      | 6                              | 399,87 m                       | 58,80 m                        | 191.317 tdw                    | 21.143 TEU                     |
| Mærsk-H-Klasse | Hyundai Heavy Industries                                                                | 2015–2019                      | 11                             | 353,02 m                       | 53,50 m                        | 162.050 tdw                    | 15.226 TEU                     |
| CMA CGM 20.600-TEU-Typ | Hanjin Heavy Industries                                                                 | 2016–2018                      | 3                              | 400,0 m                        | 59,0 m                         | 199.855 tdw                    | 20.766 TEU                     |
| COSCOCS-20.000-TEU-Typ | Shanghai Waigaoqiao Shipbuilding Nantong Cosco KHI Ship Engineering Dalian Shipbuilding | 2015–2019                      | 17                             | 399,82 m                       | 58,60 m                        | 201.868 tdw                    | 21.200 TEU                     |
| Evergreen 20.000-TEU-Typ | Imabari Shipbuilding                                                                    | 2015–2019                      | 11                             | 399,99 m                       | 58,80 m                        | 199.692 tdw                    | 20.000 TEU                     |
| PIL P-Klasse | Jiangsu Yangzi Xinfu Shipbuilding                                                       | 2015–2019                      | 12                             | 330,00 m                       | 48,20 m                        | 132.647 tdw                    | 11.923 TEU                     |
| Evergreen F-Typ | Samsung Heavy Industries Imabari Shipbuilding                                           | 2015–2022                      | 20                             | 333,95 m                       | 48,40 m                        | 130.573 tdw                    | 11.850 TEU                     |
| Yang Ming T-Klasse | Jiangsu Yangzi Xinfu Shipbuilding Imabari Shipbuilding                                  | 2015–2022                      | 14                             | 331,94 m                       | 48,34 m                        | 132.550 tdw                    | 12.726 TEU                     |
| MSC-Bianca-Typ | Jinhai Heavy Industry Company Jiangsu New Yangzi Shipbuilding                           | 2015–2022                      | 7                              | 328,46 m                       | 48,32 m                        | 127.915 tdw                    | 12.200 TEU                     |
| MSC Megamax-24 | Samsung Heavy Industries Daewoo Shipbuilding & Marine Engineering                       | seit 2018                      | 11                             | 399,9 m                        | ca. 61,5 m                     | ca. 200.000 tdw                | 23.756 TEU                     |
| CMA CGM Megamax-24 | China State Shipbuilding Corporation                                                    | seit 2018                      | 9                              | ca. 400 m                      | 59 m                           | ca. 230.000 tdw                | ca. 22.500 TEU                 |
| HMM Megamax-Klasse | Samsung Heavy Industries Daewoo Shipbuilding & Marine Engineering                       | seit 2018                      | 12                             | 399,9 m                        | 61,4 m                         | ca. 230.000 tdw                | 23.964 TEU                     |
| Evergreen A-Klasse | Samsung Heavy Industries                                                                | seit 2018                      | 10                             | 399,9 m                        | 61,5 m                         | ca. 242.000 tdw                | 23.992 TEU                     |
| Maersk-Cambridge-Typ | Daewoo Shipbuilding & Marine Engineering                                                | seit 2020                      | 8                              | 365,90 m                       | 51,07 m                        | 175.897 tdw                    | 15.413 TEU                     |
| MSC-Tessa-Typ | Hudong-Zhonghua Shipbuilding Jiangnan Shipyard                                          | seit 2020                      | 8                              | 399,99 m                       | 61,53 m                        | 241.164 tdw                    | 24.116 TEU                     |
| OOCL-Spain-Typ | Nantong Cosco KHI Ship Engineering                                                      | seit 2020                      | 6                              | 399,00 m                       | 61,00 m                        | ca. 215.000 tdw                | 24.188 TEU                     |
| MSC-Irina-Typ | Jiangsu Yangzi Xinfu Shipbuilding                                                       | seit 2020                      | 6                              | 399,93 m                       | 61,33 m                        | ca. 241.000 tdw                | 24.346 TEU                     |
| ONE I-Klasse | Imabari Shipbuilding                                                                    | 2020–2023                      | 6                              | 399,99 m                       | 61,00 m                        | 223.200 tdw                    | 24.000 TEU                     |
| Mærsk-Equinox-Klasse | Hyundai Heavy Industries                                                                | seit 2022                      | 12                             | 349,00 m                       | 54,00 m                        | 189.508 tdw                    | 16.200 TEU                     |
| MSC-Chiyo-Typ | Dalian Shipbuilding                                                                     | seit 2023                      | 10                             | 365,95 m                       | 51,06 m                        | 170.658 tdw                    | 16.500 TEU                     |
| Hamburg-Express-Klasse | Hanwha Ocean                                                                            | seit 2023                      | 7                              | 399,00 m                       | 61,00 m                        | 229.376 tdw                    | 23.664 TEU                     |
| Daten: Equasis und Angaben der betreffenden Klassifikationsgesellschaften * Die Anzahl umfasst in Bau und fest in Auftrag befindliche Einheiten ** Die Werte für Tragfähigkeit sind teilweise gerundet *** Die Werte für die Containerkapazität variieren je nach Quelle |                                                                                         |                                |                                |                                |                                |                                |                                |